# Pterolobium hexapetalum
Pterolobium hexapetalum là một loài thực vật có hoa trong họ Đậu. Loài này được (Roth) Santapau & Wagh miêu tả khoa học đầu tiên.

## Hình ảnh

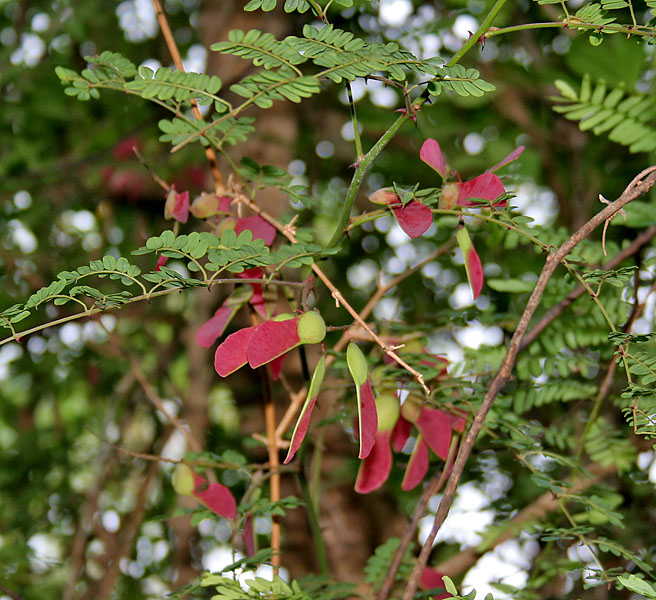